# Elisabet Llabrés Ferrer
Elisabet Llabrés Ferrer (Santa Maria del Camí, Mallorca, 11 de setembre de 1997) és una ciclista balear. Des del 2016 milità a l'equip professional del Lointek, fins al 2019 que s'inccorporà a Massi-Tactic.